# جورج موسان
جورج موسان (بالسويدية: George Moussan)‏ (8 نوفمبر 1989 بالسويد - ) هو لاعب كرة قدم سويدي في مركز حراسة المرمى. شارك مع منتخب السويد تحت 17 سنة لكرة القدم ومنتخب السويد تحت 19 سنة لكرة القدم. أما مع النوادي، فقد لعب مع نادي هاماربي لكرة القدم وNyköpings BIS ‏ وHammarby Talang FF ‏ وHammarby IF ‏ وCarlstad United BK ‏ وValsta Syrianska IK ‏ ونادي إسكلستونا.

## روابط خارجية
- جورج موسان على موقع اتحاد السويد (السويدية)
- جورج موسان على موقع قاعدة بيانات كرة القدم.إي يو (الإنجليزية)